# Flaga Słubic

Dawna flaga Słubic

Flaga Słubic – jeden z symboli miasta Słubice oraz gminy Słubice w postaci flagi. 

## Wygląd i symbolika
Flaga przedstawia prostokąt koloru czerwonego, z góry i z dołu przycięty, natomiast pośrodku znajduje się obecny herb miasta.
Dawna flaga Słubic to biały prostokąt z czerwoną ramką. W środku flagi znajdował się dawny herb Słubic.